# Sananduva
Sananduva là một đô thị thuộc bang Rio Grande do Sul, Brasil. Đô thị này có diện tích 504,551 km², dân số năm 2007 là 14714 người, mật độ 29,16 người/km².